# Брюне (футбольний клуб)
«Брю́не» — норвезький футбольний клуб із однойменного міста, що виступає в Адекколіген, другому за силою дивізіоні Норвегії. Востаннє виступав у вищому дивізіоні Чемпіонату Норвегії 2003 року, загалом у вищій лізі провів 15 сезонів. Засновано 10 квітня 1926 року. Домашні матчі проводить на стадіоні «Брюне», що вміщує 10 000 глядачів.

## Досягнення
- Прем'єр-ліга Норвегії:
  - Віце-чемпіон (2): 1980, 1982

- Кубок Норвегії:
  - Володар (1): 1987
  - Фіналіст (1): 2001

## Виступи в єврокубках
| Сезон   | Турнір       | Раунд                 | Країна   | Клуб-суперник | Рахунок  |
| ------- | ------------ | --------------------- | -------- | ------------- | -------- |
| 1981—82 | Кубок УЄФА   | 1 раунд               | Бельгія  | Вінтерслаг    | 0-2, 2-1 |
| 1983—84 | Кубок УЄФА   | 1 раунд               | Бельгія  | Андерлехт     | 0-3, 1-1 |
| 1988—89 | Кубок кубків | кваліфікаційний раунд | Угорщина | Бекшчаба ЄССК | 0-3, 2-1 |